# Польское музыкальное издательство
Польское музыкальное издательство (Polskie Wydawnictwo Muzyczne, PWM Edition) — музыкальное издательство, расположенное в Краковe. Основано в 1945 году. Специализируется на музыке польских композиторов XVII-XXI веков (в том числе новых произведений современных молодых композиторов). Первый издатель многих произведений Лютославского, Гурецкого, Киляра, Пендерецкого, Бацевич. Издало полные собрания сочинений Шимановского, Шопена, Венявского и Падеревского.
Также публикует музыкальные каталоги, словари, справочники и другую научную литературу. С 1979 по 2012 годы издало двенадцатитомную Музыкальную энциклопедию PWM (пол. Encyklopedia muzyczna PWM).